# Saga des Ynglingar
La Saga des Ynglingar a été écrite à l'origine en vieux norrois par l'écrivain islandais Snorri Sturluson vers l'année 1225.
Elle se base sur un texte du IXe siècle, Ynglingatal, attribué au scalde norvégien Thjódólf des Hvínir, et qui apparaît également dans l’Historia Norwegiæ et sur le Háleygjatal d'Eyvind Finsson. Snorri utilise également un certain nombre de sagas et de « dits » þættir pour la rédaction de sa saga.
La Saga des Ynglingar est la première partie de l'Heimskringla, l'histoire des anciens rois nordiques rédigée par Sturluson. Elle raconte la partie la plus ancienne de l'histoire de la dynastie des Ynglingar. Les spécialistes modernes ont montré que ce récit de l'antiquité scandinave est une traduction du mythe en termes d'histoire.
Ainsi, la saga parle de l'arrivée des dieux nordiques en Scandinavie et de la fondation de la dynastie des Ynglingar par le dieu Freyr à Uppsala. Ensuite, la saga suit la lignée des rois suédois jusqu'à Ingjald Illrada. Ses descendants s'établirent alors en Norvège, où la saga se poursuit, et seraient les ancêtres d'Harald à la Belle Chevelure.
Elle a été traduite en anglais et publiée en 1844.

## Traduction française
- François-Xavier Dillmann Histoire des rois de Norvège par Snorri Sturluson, éditions Gallimard l'aube des peuples, Paris, 2000  (ISBN 2070732118) « Histoire des Ynglingar » p. 55 à 108.
- Ingeborg Cavalié (préf., notes et trad.), La Saga des Ynglingar précédée du Prologue à la Heimskringla par Snorri Sturluson, Le Porte-Glaive, Paris, 1990.